# Adventures of Sonic the Hedgehog
Adventures of Sonic the Hedgehog (рус. Приключения ежа Соника, сокращённо AoStH) — американский мультсериал, созданный студией DiC Entertainment и состоящий из 1 сезона (65 серий). Впервые был показан 6 сентября 1993 года. Adventures of Sonic the Hedgehog основан на серии игр Sonic the Hedgehog; его сюжет повествует о похождениях ёжика Соника и его приятеля лисёнка Тейлза, а также их попытках остановить злого доктора Айво Роботника и его роботов.

## Описание
Adventures of Sonic the Hedgehog выполнен в стиле буффонады, с невероятно причудливыми сюжетами. Каждая его серия строится вокруг подвигов и приключений главного героя ёжика Соника и его лучшего друга лисёнка Майлза «Тейлза» Прауэра на планете Мобиус. Чаще всего, эти приключения направлены на борьбу против безумного доктора Айво Роботника и его приспешников-роботов: Скретча, Граундера, и иногда Коконатса, наряду с множеством других разнообразных роботов, которых Роботник строит в течение серии. В мультсериале также встречаются и другие второстепенные персонажи, например, мать доктора Роботника, робот-ежиха Бризи или продавец Уэс Уизли. Сюжеты серий обычно не связаны между собой, хотя иногда бывает и расширение истории.
Одним из ключевых аспектов шоу являются сегменты под названием «Sonic Says» (рус. Соник говорит, также известны как «Sonic Sez») показываемые в конце каждой серии. Данные сегменты ставят своей целью обучение детей различным вещам (к примеру, не открывать дверь незнакомым, или всегда говорить родителям, куда они идут). Чтобы выполнить квоту образовательного телевидения на вещательных станциях, «Sonic Says» были запланированы с самого начала, их ранняя форма появляется ещё в пилотном выпуске мультсериала. Однако в некоторых странах, например в Великобритании, эти сегменты были вырезаны. Тем не менее, несколько лет спустя, когда мультсериал был повторно выпущен в эфир, сегменты были восстановлены, а также они были оставлены на DVD-изданиях сериала.

## Разработка
Adventures of Sonic the Hedgehog был создан DiC Entertainment при сотрудничестве с Sega of America. Студия произвела в общей сложности 65 серий первого сезона, не считая пилотного выпуска. Последний никогда не был показан на телевидении, однако 4 марта 2009 года был выложен в Интернет одним из его дизайнеров. Пилотная серия отличалась от непосредственно мультсериала несколько другим составом озвучивания: так, Роботника вместо Джона Болдри озвучил Джим Каммингс; также в этой серии присутствовал рассказчик, озвученный Гэри Оуэнсом.
Первоначально DiC разрабатывали субботний утренний мульфильм Sonic the Hedgehog, также известный как SatAM, эксклюзивно для канала ABC. Однако, они планировали выпуск дополнительных эпизодов для синдикации по будням, что не понравилось руководству ABC, которое поставило DiC ультиматум. В итоге было решено создать для синдикации отдельное, совершенно другое шоу о Сонике, которым и стал Adventures of Sonic the Hedgehog. Субботний утренний мультфильм по итогу был сделан более мрачным и серьёзным, чтобы отличаться от синдицированного шоу. Несмотря на то, что оба шоу создавались одной и той же студией, производством каждого из них занимались разные люди. Оба шоу начали транслироваться в сентябре 1993 года, при этом Adventures of Sonic the Hedgehog выходил в эфир по будням, а Sonic the Hedgehog только в субботнее утро. После завершения 65 серий Adventures of Sonic the Hedgehog, производство мультсериала прекратилось, вместо этого DiC сосредоточилась на втором сезоне Sonic the Hedgehog.

## Sonic Christmas Blast
Зимой 1996 года, уже после завершения мультсериала, DiC выпустила ещё одну серию мультсериала. Специальный выпуск под названием «Sonic Christmas Blast» был приурочен к Рождеству и включал в себя эпизодическую роль принцессы Салли Акорн — персонажа мультсериала Sonic the Hedgehog. Как видно из рекламы в № 41 комиксов Sonic the Hedgehog, первоначально серия должна была называться «An X-Tremely Sonic Christmas», как связь с ожидаемой игрой Sonic X-treme для Sega Saturn. После отмены этой игры, название серии было изменено на «Sonic Christmas Blast», что является отсылкой к игре Sonic 3D Blast.

## Роли озвучивали
| Персонаж             | Английская версия |
| -------------------- | --- |
| Ёж Соник             | Джалил Уайт |
| Майлз «Тейлз» Прауэр | Кристофер Уэлч; Крис Тёрнер (в «Sonic Christmas Blast») |
| Доктор Айво Роботник | Джон Болдри; Джим Каммингс (в пилотном выпуске) |
| Граундер             | Гэри Чалк |
| Скретч               | Фил Хэйс |
| Коконатс             | Ян Джеймс Корлетт |
| Уэс Уизли            | Майкл Донован |
| Роботник-младший     | Ян Джеймс Корлетт |
| Мама Роботник        | Кэтлин Бар |
| Бризи                | Винус Терцо |
| Рассказчик           | Гэри Оуэнс (в пилотном выпуске) |
| Другие персонажи     | Кэтлин Бар, Майкл Беньяер, Джей Бразо, Джим Бёрнс, Терри Классен, Скотт Макнил, Шейн Майер, Джон Стокер, Паулин Ньюстоун, Стиви Валланс, Ли Токар, Дейв Уард и другие |

## Мультсериал в России
В России мультсериал официально выходил только на DVD-дисках, изданных компанией «Союз-Видео» в 2007 году, при этом первые выпуски содержали серии мультсериала Sonic the Hedgehog. Всего было выпущено 10 дисков, содержавших по 4 серии каждый. С 1 по 6 диски («Ответный удар», «На крючке», «Энергетический камень», «Рывок в прошлое», «Парящий остров» и «Волчий зов»), содержали почти все серии Sonic the Hedgehog, исключая «Heads or Tails» и «The Doomsday Project», а диски с 7 по 10 содержали 16 серий Adventures of Sonic the Hedgehog («Замедляющий луч», «Побег», «День рождения» и «Роботоник-экспресс»), в переводе студии «ИНИС». Остальные серии не были переведены и не выпущены по причине низких продаж самих дисков.

## Адаптации и упоминания
- Dr. Robotnik’s Mean Bean Machine — компьютерная игра, основанная на игре-головоломке Puyo Puyo, разработанная Compile и изданная Sega, создана по мотивам Adventures of Sonic the Hedgehog. Доктор Роботник, Скретч, Граундер, Коконатс и различные роботы из мультсериала появляются в игре в качестве противников игрока. Dr. Robotnik’s Mean Bean Machine была выпущена на платформы Sega Mega Drive/Genesis, Master System и Game Gear в 1993 году в США и в 1994 году в Европе; в 2006 году появилась на сервисе Virtual Console, также неоднократно входила в различные сборники игр.
- На обложке игры Sonic Compilation изображены Соник, Тейлз и доктор Роботник, с дизайном, использовавшимся в данном сериале.
- В игре Sonic the Hedgehog Spinball (версия для Sega Mega Drive/Genesis и её порты), на третьем бонусном уровне противниками Соника являются бегающие по кругу Скретчи, а на обложке версии игры для Game Gear изображён доктор Роботник, с дизайном использовавшимся в Adventures of Sonic the Hedgehog[15].
- Скретч, Граундер и Коконатс появлялись в нескольких номерах комиксов Sonic the Hedgehog. А фраза «Snooping as usual, I see» (рус. Как всегда, шпионите, я полагаю) прозвучала в № 205[16].
- Фраза «Snooping as usual, I see», а точнее то, как ее произнес Д-р Роботник (с ударением на ping as) стала интернет-мемом в фан-сообществе Соника[17].
- Советы, показываемые на загрузочных экранах в игре Sonic & Sega All-Stars Racing, озаглавлены как «Sonic Says».